# Улица Богаевского (Феодосия)
Улица Богаевского — улица в историческом центре Феодосии (Караимская слобода), проходит от улицы Горького до улицы Мичурина.

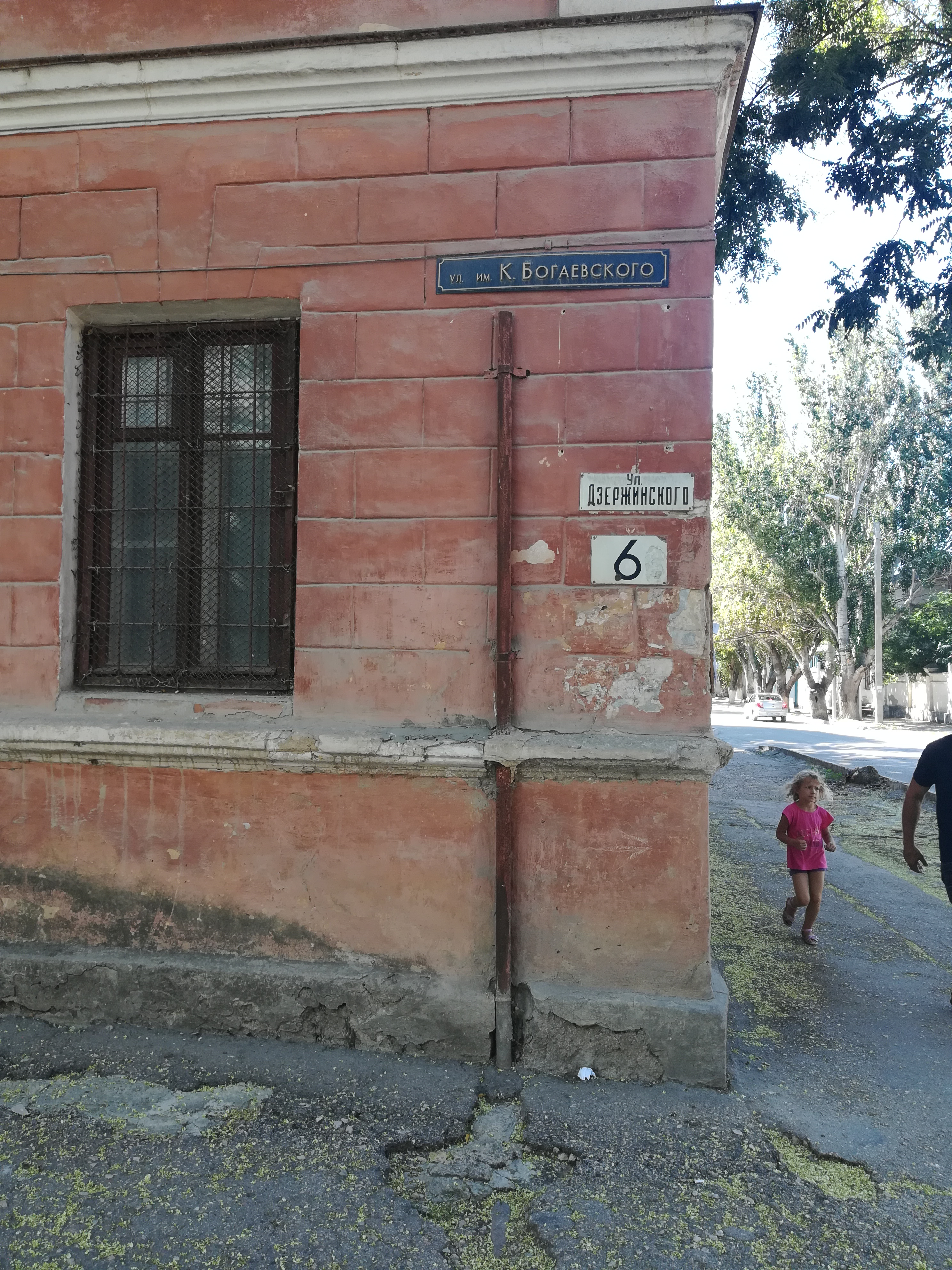
Имя художника носит улица в Феодосии

## История
Находится в границах древней генуэзской крепости.
При российском правлении носила название по фамилии местных домовладельцев — улица Дуранте (Дурантевская).
В 1905 году тут открылась и работала до 1918 года частная Феодосийская женская гимназия Гергилевич.
После установления советской власти была переименована в улицу Дзержинского.
Застройка улицы серьёзно пострадала в годы Великой Отечественной войны, так было полностью разрушено бывшее здания таможни Феодосийского порта. Восстановление разрушенного шло годами. В сентябре 1964 года начала свою работу занимающая почти целый квартал, примыкающий к улице, средняя школа № 10
Современное название улица получила в честь русского советского художника Константина Богаевского (1872—1943), не только жившего здесь, но и устроившего при своём доме художественную галерею, в которую допускал посетителей. Долгое время считалось, что дом Богаевского и его мастерская на улице были разрушены во время Великой Отечественной войны, но в начале 1990-х годов сотрудники Феодосийской картинной галереи Айвазовского обнаружили двухэтажное здание у пересечения улицы с улицей Горького (территория заброшенных военных городков).

## Известные жители
Константин Богаевский
Семейство Дуранте